# Ouinhi
Ouinhi – miasto w Beninie, w departamencie Zou. Położone jest około 70 km na północ od stolicy kraju, Porto-Novo. W spisie ludności z 11 maja 2013 roku liczyło 17 043 mieszkańców.